# 박유림 (가수)
박유림(1999년 8월 15일 ~ )은 대한민국의 가수이다. 컬러링 베이비 7공주의 구성원이었으며, 미스코리아 인천 2019 선이기도 하다. 또한 학업에 매진하여 한국과학영재학교와 카이스트를 졸업했다.